# La Sentence
Pour plus de détails, voir Fiche technique et Distribution.
La Sentence est un film français réalisé par Jean Valère et sorti en 1959.

## Synopsis
Durant la Seconde Guerre mondiale, sur une côte du nord de la France, quatre résistants sont arrêtés par des soldats de la Wehrmacht. Ils sont rapidement jugés et condamnés pour être exécutés dans une heure. On suit, en temps réel, leurs derniers moments passés dans la prison qu’ils partagent avec un autre détenu.

## Fiche technique
- Titre : La Sentence
- Réalisateur : Jean Valère
- Scénario : Georges Arnaud, Marcel Moussy
- Dialoguiste : Marcel Moussy
- Assistant-réalisateur : Jean Léon
- Musique : Daniel Lesur
- Musique additionnelle : Requiem de Wolfgang Amadeus Mozart
- Directeur de la photographie : Henri Decae
- Ingénieur du son : Jean Rieul
- Décorateurs : Bernard Evein, Jacques Saulnier
- Monteur : Leonide Azar
- Période de tournage : début avril 1959
- Tournage extérieur : Merlimont-Plage dans le Pas-de-Calais
- Directeur de production : Fred Surin
- Société de production : Progefi (France)
- Pays de production :  France
- Langue : Français
- Format : noir et blanc — son monophonique — 35 mm
- Genre : drame, film de guerre
- Durée : 85 min
- Date de sortie : 
  - France : 1959

## Distribution
- Robert Hossein : Georges
- Marina Vlady : Catherine
- Roger Hanin : Antoine
- Béatrice Bretty : la mère Boissard
- Lucien Raimbourg : François, le pêcheur

## Autour du film
- Marina Vlady[1] : « Un beau scénario de Georges Arnaud et Marcel Moussy, une première mise en scène de Jean Valère. […] Cinq otages encadrés par des SS en armes, poussés sur la plage. […] L’ordre sec est hurlé, une fumée légère s’élève au-dessus des fusils. C’est fini. Ce plan, tourné avec une longue focale, toute l’équipe étant cachée dans les hautes herbes qui couronnent la dune, a laissé longtemps traumatisés les cinq acteurs que nous étions. […] La stratégie voulue par Jean Valère : nous isoler complètement, à quinze pas d’un peloton de SS. […] Bien monté, rythmé par le Requiem de Mozart, le film donne à l’attente, son thème principal, tout son poids d’angoisse et de peur. La critique fut excellente et nous valut une invitation au Festival de Moscou, ou plutôt à ce qui fut son embryon, une « Semaine du cinéma français ». La première depuis la guerre. »